# Italobdella ciosi
Italobdella ciosi — вид п'явок з роду Piscicola родини Риб'ячі п'явки ряду Хоботні п'явки (Rhynchobdellida).

## Опис
Загальна довжина досягає 18,8 мм, завширшки 3,7 мм. Є 2 пари очей, передня пара більша за задню. Передня та задня частини чітко розділені між собою. Передня має циліндричну форму. Присоски однакові. Тіло гладеньке, з боків присутні 11 пар везикул. Соміти мають 4 кільця, борозни між якими невеличкі. Зовнішній копулятивний орган відсутній. Гонопори самця розташовано біля 13 сегменту, самиці — 14. Розділені 3 кільцями.
Забарвлення спини темно-коричневе з чорним відтінком, черево світло-коричневого кольору. передня присоска білувата з жовтими цятками. На задній присосці є 10 окоподібних білих цяток.

## Спосіб життя
Воліє до стрімких річок, трапляється на глибині до 10 м. Активна п'явка, добре плаває й швидко рухається. Є ектопаразитом, що живиться кров'ю риб, переважно представників коропових.

## Розповсюдження
Зустрічається в Дунаї та його притоках в Угорщині, Австрії, південній Німеччині, а також у річці Адда (Італія).